# Матвієвська сільська рада (Кушнаренковський район)
Матві́євська сільська рада (рос. Матвеевский сельский совет) — муніципальне утворення у складі Кушнаренковського району Башкортостану, Росія. Адміністративний центр — присілок Старобаскаково.

## Населення
Населення — 931 особа (2019, 956 у 2010, 1078 у 2002).

## Склад
До складу поселення входять такі населені пункти:
| Населений пункт          | Населення, осіб (2002) | Населення, осіб (2010) |
| ------------------------ | ---------------------- | ---------------------- |
| Бардовка, село           | 395                    | 339                    |
| Матвієво, село           | 100                    | 106                    |
| Старобаскаково, присілок | 333                    | 301                    |
| Якупово, присілок        | 151                    | 130                    |
| Ямське, присілок         | 99                     | 80                     |